# Penkun (stacja kolejowa)
Penkun – zlikwidowana wąskotorowa stacja kolejowa w miejscowości Penkun na linii kolejowej Casekow Ldb. – Pomorzany Wąskotorowe, w powiecie Vorpommern-Greifswald, w kraju związkowym Meklemburgia-Pomorze Przednie, w Niemczech.